# Stictotarsus multilineatus
Stictotarsus multilineatus is een keversoort uit de familie waterroofkevers (Dytiscidae). De wetenschappelijke naam van de soort is voor het eerst geldig gepubliceerd in 1922 door Falkenström.